# Франсо Харири (стадион)

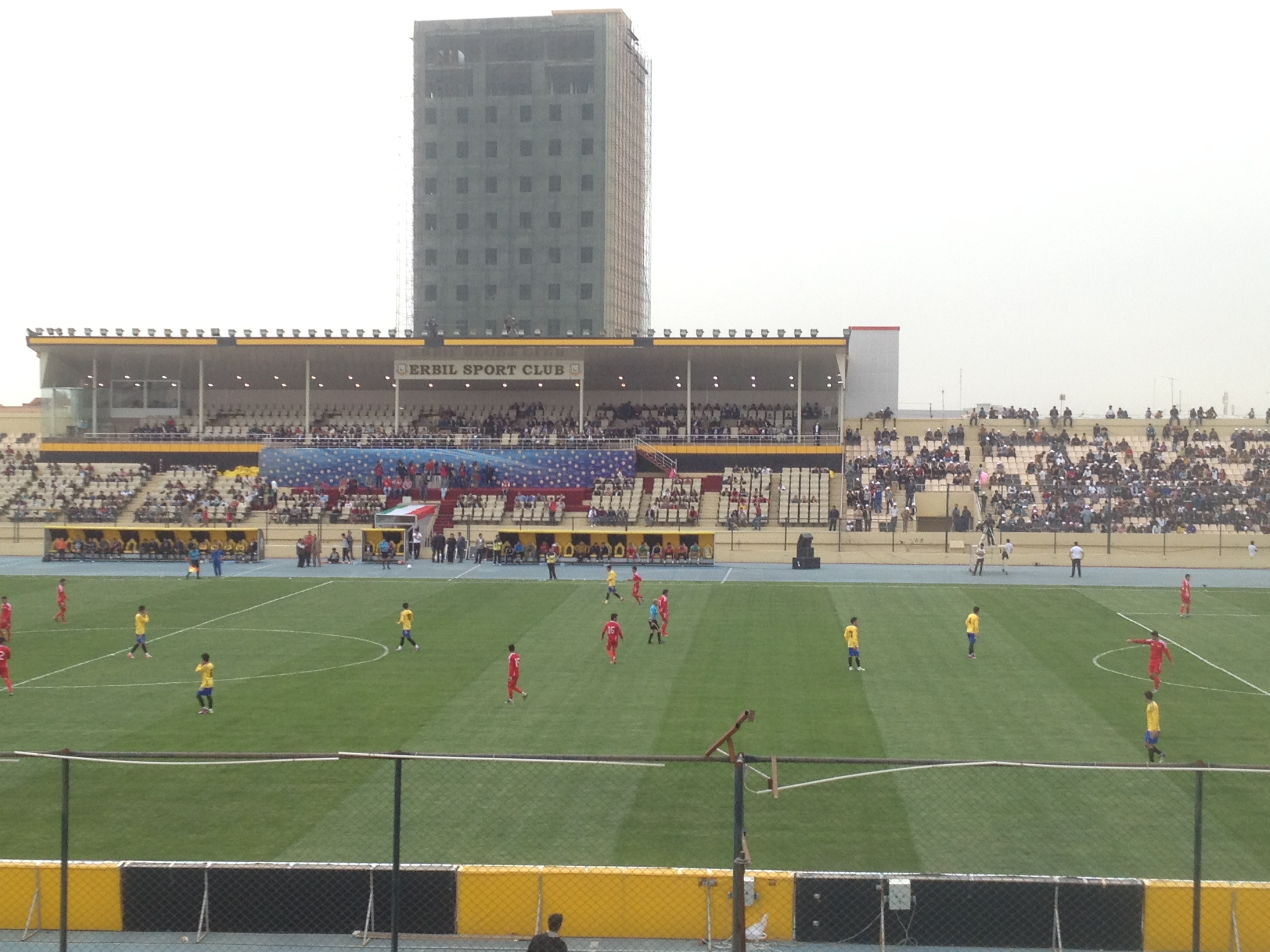

Стадион «Франсо Харири» — многоцелевой стадион в Эрбиле (Иракский Курдистан). В настоящее время используется в основном для проведения футбольных матчей и легкоатлетических соревнований. Вместимость — 40 тысяч сидячих мест. Построен в 1956 году, реконструирован в 1992 году. Был домашней ареной клуба «Аль-Шурта» (Эрбиль), позже переименован в «Эрбиль». В 2001 году переименован в честь Франсо Харири, убитого губернатора, который выступал за реконструкцию стадиона. В июле 2009 года впервые принял матч сборной Ирака (победа над Палестиной 3:0). В 2012 году принял матчи VIVA World Cup и финал Кубка АФК.

## Статистика
| Статус матча      | Дата            | Хозяева | Гости    | Счёт | Посещаемость |
| ----------------- | --------------- | ------- | -------- | ---- | ------------ |
| Товарищеский матч | 29 июня 2011    | Ирак    | Сирия    | 1:2  |              |
| Отбор к ЧМ-2014   | 23 июля 2011    | Ирак    | Йемен    | 2:0  | 20 000       |
| Отбор к ЧМ-2014   | 2 сентября 2011 | Ирак    | Иордания | 0:2  | 24 000       |

## VIVA World Cup 2012
На чемпионате мира VIVA 2012 года на стадионе прошли 12 матчей: 6 матчей первого группового этапа и 6 матчей финального этапа.
| Дата        | Раунд            | Матч                                                     | Счет |
| ----------- | ---------------- | -------------------------------------------------------- | ---- |
| 4 июня 2012 | Группа A         | Иракский Курдистан — Западная Сахара                     | 6:0  |
| 4 июня 2012 | Группа B         | Занзибар — Реция                                         | 6:0  |
| 5 июня 2012 | Группа B         | Тамил-Илам — Реция                                       | 0:1  |
| 5 июня 2012 | Группа C         | Дарфур — Прованс                                         | 0:18 |
| 6 июня 2012 | Группа C         | Занзибар —Тамил-Илам                                     | 3:0  |
| 6 июня 2012 | Группа C         | Турецкая Республика Северного Кипра — Прованс            | 1:2  |
| 7 июня 2012 | Финальная группа | Западная Сахара — Дарфур                                 | 5:1  |
| 7 июня 2012 | Финальная группа | Окситания —Тамил-Илам                                    | 7:0  |
| 8 июня 2012 | Финальная группа | Западная Сахара — Реция                                  | 3:0  |
| 9 июня 2012 | Финальная группа | Тамил-Илам — Реция                                       | 4:0  |
| 9 июня 2012 | Финальная группа | Прованс — Занзибар                                       | 2:7  |
| 9 июня 2012 | Финал            | Иракский Курдистан — Турецкая Республика Северного Кипра | 2:1  |